# Římskokatolická farnost Louňovice pod Blaníkem
Římskokatolická farnost Louňovice pod Blaníkem je jedno z územních společenství římských katolíků ve vlašimském vikariátu s farním kostelem Nanebevzetí Panny Marie.

## Kostely farnosti
| Kostel                  | Místo                  | Bohoslužba                               |
| ----------------------- | ---------------------- | ---------------------------------------- |
| Nanebevzetí Panny Marie | Louňovice pod Blaníkem | ne 8.30 po, út, st, čt, pá 17.30 so 8.00 |
| sv. Petra a Pavla       | Šlapánov               | ne 11.30                                 |
| sv. Václava             | Libouň                 |                                          |
| sv. Jana Nepomuckého    | Odlochovice            |                                          |
| sv. Martina             | Kamberk                | ne 10.00                                 |
| sv. Anny                | Kamberk                |                                          |
| sv. Vojtěcha            | Předbořice             | pá 16.00                                 |

## Osoby ve farnosti
František Říha, administrátor